# 精神病質
精神病質（せいしんびょうしつ、英: psychopathy）またはサイコパシーとは、精神障害の一種であり、社会に適応することが難しい恒常的なパーソナリティ障害。精神病（妄想・幻覚・乱雑な思考と発語・非現実的で奇妙な行動などの症状）と健常との中間状態。精神病質を「人格障害」（パーソナリティ障害）の同義語・類義語としている精神医学論文や日本語辞典もある。
精神病質（サイコパシー）を持つ者は精神病質者・サイコパスといい、精神障害者の一種として「精神保健福祉法」で定義されている。より詳細には反社会性パーソナリティ障害者に分類されることがある。
政策科学博士の緒方あゆみの論文によると、現代の精神病質者に対する精神鑑定では、医学者・精神科医クレッチマーの方法論が用いられている。クレッチマーいわく「精神病者、精神病質者〔サイコパス〕、正常人」という三者を断定的に区別できる指標は存在せず、これら三者は「相互に移行しあうもの」である。クレッチマーによって、精神鑑定対象者の責任能力については「心理学的基準による量的判断」が行われるようになり、正常からの偏りが大きければ「限定責任能力」、極端であれば「責任無能力」と鑑定されるようになった。

## 定義

### 用語
- 精神病質は、『広辞苑』（第七版 2018年）で以下の解説がされている[5]。

| 「【精神病質】性格の異常性のために自分で悩んだり、社会を困らせたりするような性格。性格障害・人格障害にほぼ同じ」。 |

医学博士・精神医学者の林拓二の学術論文では、「精神病質＝人格障害」という表記がある。
- 犯罪社会学者の赤羽由起夫の学術論文によると「精神病質とは，性格の極端さのために自分や他人が悩む症状につけられた病名」であり[10]、教育心理学者の加戸陽子と眞田敏らの論文によると「精神病質とは、成人において非社会性または反社会性を常況として社会生活上の困難をしめすパーソナリティ障害と解釈されることが多い」[11]。
- 精神病質という用語は、主に異常心理学や生物学的精神医学などの分野で使われている。ユリウス・L・A・コッホ （Julius Ludwig August Koch)が1891年に Psychopathische Minderwertigkeiten（サイコパス的障害）と名づけ、サイコパスが発見された[12]。英語ではpsychopathic inferiority（精神病質劣等感)。
- 精神障害の診断と統計マニュアル(DSM)や疾病及び関連保健問題の国際統計分類(ICD)においては、反社会性パーソナリティ障害(Antisocial personality disorder/ASPD, dissocial personality disorder/sociopath)として分類されている。

### 類似語
- 類似する用語として、社会病質（、英: sociopathy、ソシオパシー）がある。また、社会病質（ソシオパシー）を持つ者は社会病質者（しゃかいびょうしつしゃ）、ソシオパスと呼ばれる。サイコパス行動遺伝学者デヴィッド・リッケン (David T. Lykken) は反社会的人格を「ソシオパス的人格」「サイコパス的人格」「性格神経症」の三つに大別し、「ソシオパス的人格は、親の育て方などによる後天的なもの」「サイコパス的人格は元来の性格、気質などの先天的なもの」として位置付けている[13]。しかし一般には、ソシオパスとサイコパスはほぼ同義なものとして扱われることが多い[注 4]。研究では、原因は遺伝的要因と非遺伝的要因が挙げられている。
- 「サイコパシー」は「マキャヴェリズム」「ナルシシズム」と共に、ダークトライアド[14]を構成する3要素の1つである。

### 注意点
「精神病質（サイコパシー）」という言葉はかつては（主にヨーロッパにおいて）精神医学用語の1つとして、比較的広い意味で用いられていた。現在ではそうした用法は廃れているが、今日の用法と混同しないよう注意が必要である。またサイコパスは俗にサイコと略されることがあるが、この言葉には「精神病的（英: psychotic、サイコチック）」という意味も含まれることもあるので「サイコパス的（英: psychopathic、サイコパシック）」とは必ずしも同義ではない。

## 診断
学術論文（緒方（2021））によれば、精神病質者（サイコパス）であるか否かの診断は「心理学的基準による量的判断」で行われている。『知恵蔵mini』では、「病名としては反社会性パーソナリティ障害に該当するとされている」。
現在は20項目（『HARE PCL-R第2版テクニカルマニュアル』）が新たに定められ、それを用いて個別診断で半構造面接を行い2時間半 - 3時間かけて評定をする。
ジェームズ・ブレアの『サイコパス-冷淡な脳-』（2005年）いわく、反社会性などの診断基準を満たす者は幼少期からの素行問題など行動面の異常を示すことが多い。
精神病質と社会病質が混合されているがヘアによると精神病質と社会病質は似て非なるものであると記している。精神病質の原因と考えられているのは前頭葉の障害であるとされ、精神病質は遺伝病だとされる意見が主とされている。逆に、家庭・周囲環境や障害に因る心身の衰弱によるものなどによる、精神病質に似た性格異常は仮精神病質（偽精神病質）とされ、精神病質とは識別されている。
エミール・クレペリンによるとサイコパスのひとつに「空想虚言者」という類型がある。ただしクレペリンの時代の精神病質の概念は現在のものとはことなる。
DSM-IVでの行為障害や反社会性パーソナリティ障害の診断とPCL-Rで示されるサイコパス概念の違いは、人格というより、〈対人・情動〉、〈衝動的・反社会性行動〉、〈前2者に含まれない要素〉に着目することによってDSM-IVの診断を発展させたところにある。DSM-IVの診断では、単に反社会的行動をとる人たちという幅広い、それに至る多くの道があるという集団が同定されてしまう。

### チェックリスト
サイコパシー・チェックリスト (PCL)
最も一般的に用いられているのは、ロバート・D・ヘアによって作成されたサイコパシー・チェックリスト（Psychopathy Checklist, Revised (PCL-R)）である。
PCLは専門家が使ってもかなり複雑な臨床診断ツールであり、専門知識のない素人が自分や身近な人の診断に使うのは控えた方がよい。この診断には、しっかりとした訓練と正式な採点方法が必要である。
| 1. 口達者／表面的な魅力 2. 過去におけるサイコパスあるいは類似の診断 3. 自己中心性／自己価値の誇大的な感覚 4. 退屈しやすさ／欲求不満耐性の低さ 5. 病的に嘘をついたり人を騙す 6. 狡猾さ／正直さの欠如 7. 良心の呵責あるいは罪悪感の欠如 8. 情緒の深みや感情の欠如 9. 無神経／共感の欠如 10. 寄生虫的な生活様式 11. 短気／行動のコントロールの欠如 12. 乱交的な性関係 13. 幼少期からの行動上の問題 14. 現実的で長期的な計画の欠如 15. 衝動性 16. 親として無責任な行動 17. 数多くの結婚・離婚歴 18. 少年時代の非行 19. 保護観察あるいは執行猶予期間の再犯の危険が高い 20. 自分の行動に対する責任を受け入れることができない 21. 多種類の犯罪行為 22. 薬物やアルコールの乱用が反社会的行動の直接の原因ではない |
| - 各項目は、「0, 1, 2」の3点法で採点し、臨床的には合計点で評価する。点数が高いほどサイコパスの特質を多く持っていることになる。 |

| 1. 口達者／表面的な魅力 2. 誇大的な自己価値観 3. 刺激を求める／退屈しやすい 4. 病的な虚言 5. 偽り騙す傾向／操作的（人を操る） 6. 良心の呵責・罪悪感の欠如 7. 浅薄な感情 8. 冷淡で共感性の欠如 9. 寄生的生活様式 10. 行動のコントロールができない 11. 放逸な性行動 12. 幼少期の問題行動 13. 現実的・長期的な目標の欠如 14. 衝動的 15. 無責任 16. 自分の行動に対して責任が取れない 17. 数多くの婚姻関係 18. 少年非行 19. 仮釈放の取消 20. 多種多様な犯罪歴 |
| - それぞれの項目は、0 - 2点で評定、総計で0 - 40点に分布する。 - 成人で30点を超えるとサイコパスとされ、20点未満であるとサイコパスではないとみなされる。 - 子供のサイコパス傾向についての基準はあまり確立していないが、27点がカットオフ値。 |

サイコパシー・チェックリスト (PCL-R) をめぐる論争
サイコパシーの尺度の一つとして、PCL-Rは確かに有用ではあるが、PCL-Rが「サイコパスの定義」と誤解されることが危惧されており、特に犯罪歴に関する項目が含まれている点に関しては強い批判がある。これに対して、ロバート・ヘアらは、「サイコパスであるためには、広義の意味で反社会的（英: antisocial）であることは必須であるが、犯罪的（英: criminal）であることは必ずしも必須ではない」と認めている。これにより、かつてハーヴェイ・クレックレーがその著書「The Mask of Sanity（正気の仮面）」で示唆した、非犯罪的サイコパスないし“成功した”サイコパスの存在が再認識された。“成功した”サイコパスと呼ばれる者たちの多くは、大統領や大企業のCEOなど、社会的成功を収めている人物だといわれている。
| 因子1：対人／情動面                  | 因子2：衝動的／反社会的行動面    | 因子3：どちらにも含まれない項目 |
| ------------------------------------ | -------------------------------- | ------------------------------- |
| 1. 口達者／表面的な魅力              | 3. 刺激を求める／退屈しやすい    | 11. 放逸な性行動                |
| 2. 誇大的な自己価値観                | 9. 寄生的生活様式                | 17. 数多くの婚姻関係            |
| 4. 病的な虚言                        | 10. 行動のコントロールができない | 20. 多種多様な犯罪歴            |
| 5. 偽り騙す傾向／操作的（人を操る）  | 12. 幼少期の問題行動             |                                 |
| 6. 良心の呵責・罪悪感の欠如          | 13. 現実的・長期的な目標の欠如   |                                 |
| 7. 浅薄な感情                        | 14. 衝動的                       |                                 |
| 8. 冷淡で共感性の欠如                | 15. 無責任                       |                                 |
| 16. 自分の行動に対して責任が取れない | 18. 少年非行                     |                                 |
|                                      | 19. 仮釈放の取消                 |                                 |

| 尊大で虚偽的な対人関係              | 感情の欠落                           | 衝動的／無責任                 | どの因子にも含まれない項目       |
| ----------------------------------- | ------------------------------------ | ------------------------------ | -------------------------------- |
| 1. 口達者／表面的な魅力             | 6. 良心の呵責・罪悪感の欠如          | 3. 刺激を求める／退屈しやすい  | 10. 行動のコントロールができない |
| 2. 誇大的な自己価値観               | 7. 浅薄な感情                        | 9. 寄生的生活様式              | 11. 放逸な性行動                 |
| 4. 病的な虚言                       | 8. 冷淡で共感性の欠如                | 13. 現実的・長期的な目標の欠如 | 12. 幼少期の問題行動             |
| 5. 偽り騙す傾向／操作的（人を操る） | 16. 自分の行動に対して責任が取れない | 14. 衝動的                     | 17. 数多くの婚姻関係             |
|                                     |                                      | 15. 無責任                     | 18. 少年非行                     |
|                                     |                                      |                                | 19. 仮釈放の取消                 |
|                                     |                                      |                                | 20. 多種多様な犯罪歴             |

### 原因、脳の特徴
先天的な原因があるとされ、男性が多いとされるが、B・ブレアによれば反社会性の面では男性優位であるが、情動面では男女に差はないという。脳の働きを計測すると、共感性を司る部分の働きが弱い場合が多いという。反社会性パーソナリティ障害の一般人口における有病率は、男性3%、女性1%ほど。
ジェームズ・ファロン（自らがサイコパスと同じ脳構造を持っているという脳科学者）は「三脚スツール」という理論を提唱し、「反社会的行動をするサイコパス」の発現条件として以下3つの要素全てが揃うこととしている。
1. 脳機能：前頭前野から扁桃体へつながる機能の低下
2. 遺伝子：MAO-A遺伝子などいくつかの遺伝要因
3. 生育環境：幼少期の身体的、精神的、性的虐待

ファロン自身が患っている疾患は双極性障害、強迫性障害、パニック発作。遠い親族に殺人者、殺人嫌疑者、兄弟にADHDがおり、本人の行為障害的行動についても語っている。ジェームズ・ブレアは扁桃体の機能不全こそがサイコパスの主な原因とするが、その原因については不明としている。
現時点でいえることは、以下の2点である。
- 脳の機能について、遺伝の影響は大きい
- 生育環境が引き金になって反社会性が高まる可能性がある

虐待や劣悪な環境を避けることで反社会性の発現のいくらかは抑えられるという研究がある。
脳の特徴
- 『扁桃体』領域が不具合を起こしているという説が主流である。また前部帯状回の活動も健常者に比べ低い。
- ジェームズ・ファロンによる分析では、健常な人の脳と比べた場合に、前頭前皮質の「腹側システム（扁桃体・眼窩前頭皮質）および側頭葉前部）」の活動が異常に低い。一方で、前頭前皮質の「背側システム」の活動は活発なままであった。

### 管理
英国国立医療技術評価機構 (NICE) は精神病質の診断基準を満たす人口に対しては、認知行動介入を検討するとしている。また併発疾患を治療することで、精神病質によるリスクを減少させることができる。また、これに携わるスタッフは有害事象リスクが高いため、スタッフには高レベルの支援と厳重な監督が提供されなければならないとしている。

## 統計・割合
精神病質者（※マイルド・サイコパスも含む）は、人口に対し決して少なくない一定数（4.5%）で存在し続けていると見積もられており「学校のクラスに一人くらい」「会社にも必ず何人もの」精神病質者がいると考えられ、4％とする研究もある。従来は0.2％から3.3％と過小評価されていたが、2021年に発行された厳密性の高い学術誌「Frontiers in Psychology」の質の高い証拠のメタ分析により、一般成人の4.5％がサイコパスであり、これまでの推定値を大きく上回ることがわかった。一般の人々と異なるさまざまな特徴があるが、精神病質者は人を騙すことを得意としているため、それを専門家でない者が見分けることは、非常に困難である。日本にもおよそ120万人いると推定される。下記の様に統計的見積もりに、バラつきがあるのは、後述する「マイルド・サイコパス」を含めるか、含めないかによる相違である。
- 反社会性パーソナリティ障害の一般人口における有病率は、男性3%、女性1%ほど[24]
- ロバート・ヘアとポール・バビアクは「女性のサイコパスが統計的に少なく出やすい、または見落とされやすい理由」として、サイコパスの特徴が見られる人間に対して、精神科医は「男性の場合は『サイコパス』と診断するが、女性の場合は『パーソナリティ障害（演劇性・境界性・自己愛性）』などの異なった診断を下しがちなこと」と「『女性はサイコパスでない』という先入観」によると推測している[38]。
- マーサ・スタウトによれば、アメリカでは25人に1人（約4%）とされる。「その多くが犯罪者でなく身近にひそむ異常人格者である」という「マイルド・サイコパス」の実態は反映していない（#診断を参照）。
- 米国には少なくとも300万人、ニューヨークだけでも10万人のサイコパスがいると、ロバート・ヘアは統計的に見積っている[要出典]。J・ブレアはアメリカでは反社会性人格障害のうち4分の1がサイコパスであるとしておりその率は全体の0.25%である。[39]
- 英国ボンド大学のネイサン・ブルックスによる2016年の研究によると、CEOの5人に1人はサイコパスであり、企業の上司の21％が臨床的に重要なサイコパス特性を示しているそうである。これは言い換えれば、受刑者と同じような割合である[40][41]。
- 英国では、サイコパスは犯罪者の約8％に過ぎないが、「永続的で暴力的な」犯罪者の約半数はサイコパスである[42]。

## 特徴

### 行動・情動面での特徴
オックスフォード大学の心理学専門家ケヴィン・ダットンは、精神病質者（サイコパス）の主な特徴を以下の様に定義している。
- 極端な冷酷さ・無慈悲
- エゴイズム
- 感情の欠如
- 結果至上主義

中でも、最大の特徴は「良心の欠如」であり、他人の痛みに対する共感が全く無く、自己中心的な行動をして相手を苦しめても快楽は感じるが、罪悪感は微塵も感じない。「人の心や人権、尊厳を平気で踏みにじる行動をしながら、そのことに心が動かない」という特徴があり、良心の呵責なく他者を傷つけることができる。精神病質者の大部分は殺人を犯す凶悪犯ではなく、身近にひそむ異常人格者（＝マイルド・サイコパス（※後述））であるとされている。このようなマイルド・サイコパスは、社会的成功を収めることも多いとされている。
犯罪心理学者のロバート・D・ヘアは以下のように定義している。
- 良心が異常に欠如している。
- 他者に冷淡で共感しない[44][46]。
- 慢性的に平然と嘘をつく[44]。
- 行動に対する責任が全く取れない[44]。
- 罪悪感が皆無。
- 自尊心が過大で自己中心的。
- 口が達者で表面は魅力的[44]。

また、電気ショックなどの体罰は懲りないが、お金を取り上げるなどの罰は懲りるというのも面白い特徴である。
脳科学者中野信子により以下のような具体的な特徴が挙げられている。
- 外見や語りが過剰に魅力的で[44]、ナルシスティック[47]。
- 恐怖、不安を感じにくく、大舞台でも堂々としている[44][47]。しかし、2015年の研究分析によると、精神病質者は一般集団に比べて恐怖心や不安感が別段低いわけではない[48]。
- 多くの人が倫理的な理由でためらってやらないことを平然と行う[47]。挑戦的で勇気があるようみえる[47]。一例として、トロント大学でも紹介された「妹を殺し、母親の葬式に出会った男と再会する」という流れを自然に思いつくことができる[44]。
- お世辞がうまく、有力者を味方につけたり、崇拝者のような取り巻きがいる[47]。
- ありえないようなウソをつき、常人には考えられない不正を働いても、平然としている。ウソが完全に暴かれ、衆目に晒されても、全く恥じるそぶりさえ見せず、堂々としている[44]。それどころか、「自分は不当に非難されている被害者」「悲劇の渦中にあるヒロイン」であるかのように振る舞いさえする[47]。主張をころころ変える[47]。
- 外見は魅力的で社交的。トークやプレゼンテーションも立て板に水で、抜群に面白い。だが、関わった人はみな騙され、不幸のどん底に突き落とされる。性的に奔放であるため、色恋沙汰のトラブルも絶えない[44][47]。
- 飽きっぽく、物事を継続したり、最後までやり遂げることは苦手[47]。
- 長期的なビジョンを持つことが困難なので、発言に責任を取ることができない[44]。
- 過去に語った内容とまるで違うことを平気で主張する。矛盾を指摘されても「断じてそんなことは言っていません」と、涼しい顔で言い張る。経歴を詐称する[47]。
- 残虐な殺人や悪辣な詐欺事件をおかしたにもかかわらず、まったく反省の色を見せない。そればかりか、自己の正当性を主張する手記などを世間に公表する[47]。
- 傲慢で尊大で、批判されても折れない、懲りない[47]。
- つきあう人間がしばしば変わり、つきあいがなくなった相手を悪くいう[47]。
- 都会を好む、都会と相性がいい[49]。
- 介護や福祉、カウンセリングなど人を助ける職業についた愛情の細やかな人の良心をくすぐり、餌食にしていく。自己犠牲を美徳としている人ほどサイコパスに目をつけられやすい[50]。
- ネット上で「荒らし」行為をよくする[50]。
- サークルクラッシャー[51]、財産目当てで富裕層の老人に取り入るいわゆる後妻業とよばれる人々[52]。

オランダの論文では、
- 脳の一部の領域の活動・反応が著しく低く「不安や恐怖を感じにくい」「モラルを感じない」「痛々しい画像を見ても反応しない」などの特徴がある。脅威への自動検出と対応に問題があるにもかかわらず、恐れを感じることがある。例えば人種差別は、サイコパスの手練手管であっても、いつ周囲の人間が自分に危害を加えてくるかわからないため、何もできないことが恐怖の源となる[53]。

福井裕輝、James Blairらによれば、
- 他者への共感は欠如しているが、国語の試験問題を解くかのように、相手の目から感情を読み取るのは得意である。しかし他人の恐怖や悲しみを察する能力には欠ける[54]。

研究によれば、
- 精神病質者には他人の恐怖や悲しみを認識する能力が欠けているが、恐怖や悲しみ以外にも、他人の表情や声から伝わる感情があり、普通の人ならそれを認識できるが、精神病質者にはそれができない傾向がある[55]。
- 精神病質者は他者に共感できないだけでなく、自分自身の感情を説明したり認識したりすることもできない傾向がある[56]。言い換えれば、精神病質者は感情的知性が低く[57]、自制心に欠ける傾向がある[58][59]。また、一般集団よりもIQがやや低い傾向がある[60][61]。
- 道徳的推論もまた、普通の人々のそれとは異なる傾向がある[62]。
- 黒人と白人の間で精神病質者の割合に違いはない[63]。
- 精神病質者は律儀性と協調性に欠ける傾向があるが、新しい経験に対する開放性、外向性、情緒の安定性は未知数である[64]。

- 統計によれば、精神病質者と殺人の関連性は圧倒的に有意である（効果量.68[65]）。

### オンライン講座での解説
コーセラのオンライン対談講座で、イェール大学の心理学専門家ポール・ブルームは、精神病質者についての質問──「精神病質者たちは世界の最悪な人々の一部」であり、私たちは「精神病質的な人々の手に世界を委ねるべきでしょうか？」──に回答している。ブルームいわく、「世界を良くも悪くも変えている人の心理機構は、感情移入においては中度から低度である反面、その他の倫理的感情においてしばしば高度な人」であり、「定義上は」精神病質者たちは「悪い人々」である。またブルームは、精神病質者などについての作品描写を取り上げて、ほとんどの「創作物は幻想〔ファンタジー〕」であり「純粋悪の神話」であると述べている。
「その映画〔『ゴーン・ガール』〕はとても楽しかったです。 … もっと一般的に答えるとしましょう。どの映画が真の悪人たちを描いているのか？　創作物は精神病質者たち、怪物たち、加虐性愛者〔サディスト〕たち、さらにその他を描いています。そして常に生じる一つの問いは、どの程度これらが現実的な悪の描写なのか？　です。

そしてほとんどの部分において、創作物は非現実的です。ほとんどの部分において、創作物は幻想〔ファンタジー〕です。これについては授業中かオフィスアワー〔教授業務時間帯〕で語ったかもしれませんが、ロイ・バウマイスターは純粋悪の神話について語っています。純粋悪の神話は、映画や小説や他のあらゆる創作的な出来事の中で自己表現しています。この神話は悪のために悪を欲しがっている、一種の怪物です。」
対談者のクリスティーナ・スターマンズ（Christina Starmans）から紹介された質問「精神病質者たちは世界の最悪な人々の一部です。彼らは酷いことをしています。では私たちは、低感情移入的または精神病質的な人々の手に世界を委ねるべきでしょうか？」に対し、ブルームは次の発言で回答している。
「私が思うに世界を良くも悪くも変えている人の心理機構は、感情移入においては中度から低度である反面、その他の倫理的感情においてしばしば高度な人です。 … 

すると精神病質者たちは実に感情移入が欠如〔不足〕していて、精神病質者たちは悪い人々です、定義上は。しかし、感情移入が欠如している他の個々人は悪い人々ではありません。

自閉症を持つ個々人がその一例で、感情移入が欠如しています。ほとんどの検査では、精神病質者たちよりもはるかに低感情移入的です。でも彼ら〔自閉症患者たち〕は悪い人々ではありません。彼らは世界を悪化させません。彼らはしばしば犠牲者たちです、その、残酷なことの。でも残酷な加害者たちになることは滅多にありません。そしてそれが示唆するのは、感情移入の欠如それ自体が人間を悪い人にすることはないということです。
それと、それとこれも覚えておいてください。つまり、つまり人は精神病質者たちや攻撃的な人々の中に感情移入が欠如しているのを見出しますが、それはしばしば状況次第なんです。言い換えると、彼らの脳が低感情移入的だから彼らが悪いことをするわけではありません。むしろ、彼らが悪いことをするのは多種多様な理由があるからです。衝動制御の低さ。しばしば害意がある欲求など。そうして悪いことをしていく途中で、彼らは自らの感情移入を引き下げるのです。」

### マイルド・サイコパス
サイコパスの症状はグレーゾーン的であり「サイコパス的な脳のつくりを持ちながら、反社会性傾向はなく、攻撃性が社会的に許容される程度（重犯罪を犯さない）」のサイコパス（→#原因、脳の特徴）も存在しており、身近な日常に紛れ込んでいる可能性も高い。このような、社会的に適合・成功しているケースを「マイルド・サイコパス（または成功したサイコパス）」と呼ぶこともある。
- 「情動面でのサイコパスの特徴」（良心の欠如・冷淡・自己中心的など）を持ちながらも「犯罪行為」は行わない（＝低い反社会性）。
- 前述したような「社会的成功を収めているサイコパス」は「反社会性が低い」のが特徴である[27]。
- マイルド・サイコパスであっても、ほぼ間違いなく何らかのハラスメント行為に及ぶといわれている。
- マイルド・サイコパスの上司がいる会社の場合「部下の離職率、精神疾患の発症、モチベーションの低下」などが際立っていることも報告されており、会社によっては、その社会的損失が莫大ともなり得る[67]。
- マイルド・サイコパスは、ジェームズ・ボンドのような気質を持つが、一般人とはほとんど見分けがつかない[68][69]。

### 影響力
人がサイコパスに騙されやすい理由として、人間の脳には以下3つの特性があるため、もともと自身で意思決定を行わず、何かを信じ、信じたことに従っていた方が、脳に負担がかからず楽という習性があるためである。
- 認知的負荷（自分で判断することが負担で、それを苦痛に感じる）
- 公正世界誤謬（人間の行いに対して公正な結果が返ってくるものである、と考える思い込みである）
- 認知的不協和（自身の中で矛盾する認知を同時に抱えて不快感（葛藤）をおぼえると、その矛盾を解消しようと、都合のいい理屈をつくりだす）

なぜサイコパスは魅力を有するのかという疑問のひとつの答えとして、南カリフォルニア大学における神経学的研究結果が挙げられる。それによると、犯罪的な嘘つきは、通常の人と違い、脱抑制状態になることなく嘘をつけるようにできているという。
女性の心理学者が診断していた男性のサイコパスに恋して彼の逃亡を幇助したという話が知られている。
ロバート・ヘアは「世の中の全ての本を読んでも、サイコパスの破壊的影響力から守られるということはない。専門家も含めて、誰もが騙され、操られ、ペテンにかけられ、当惑の果てに取り残される。優秀なサイコパスは、どんな相手の心の琴線でも協奏曲を奏でることができる。」と述べている。
サイコパスと結婚した経験があり、『Just Like His Father?（父親と同じ？）』の著者でもあるリアン・リーダム精神科医は、「サイコパスと一緒に住むと、サイコパスと同じ視点で世の中を見るほどに変わりうるものなのでしょうか？」という問いに対して、「答えは確実にイエスです。それは、あなたが如何にサイコパスを知っていようとも、サイコパスと一緒に生活をする、しないに関わらず、サイコパスといかなる関係をもつときにも起こることです。」と述べている。
リスクを恐れないサイコパスによって、フロンティアが開かれていったともいわれ、月面に着陸したニール・アームストロングもサイコパスだったのではないかとダットンはいい、サイコパスが人類を進化させたと中野信子はいう。

### サイコパスと職業、組織内のサイコパス
ケビン・ダットンの調査によると、英国で最もサイコパス的な職業トップ10は以下の通りである：
- 弁護士
- テレビやラジオの登場人物
- 小売業者
- 外科医
- 新聞記者
- 警察官
- 聖職者
- コック
- 軍人

一般医師、クリエイティブアーティスト、スタイリストは、サイコパスの少ない職業トップ10に入っている。
リリエンフェルドはまた、管理職や危険な仕事（消防士など）に就いている人はサイコパスの割合が高いことを発見した。
また、ヘアは、次のような職業の者に多いと推測している。
- 金融商品関係者（金融商品仲介業者） (stock promoter)[76]
- 政治家[76]
- 警察関係者[76]
- 中古車営業[76]
- 傭兵 (mercenary)[76]
- 弁護士[76]

また、他にも次のような者にも多いとしている。
- 連続殺人犯[76]
- レイプ犯[76]
- 泥棒[76]
- 詐欺師[76]
- 暴力亭主[76]
- ホワイトカラー犯罪者[76]
- 株の悪徳ブローカー[76]
- 幼児虐待者[76]
- 非行少年グループ[76]
- 資格を剥奪された弁護士や医師[76]
- 麻薬王[76]
- プロギャンブラー[76]
- 犯罪組織構成員（マフィアのメンバーや暴力団員などのこと）[76]
- テロリスト[76]
- カルト教祖[76]
- 金のためならなんでもやる人たち[76]

企業内のサイコパス
企業内のリーダーがサイコパスであるという懸念は、やや誇張されているという研究分析結果がある。彼らの特性が原因で、サイコパスは、組織内の位置としては組織下層部よりも上層部に多いと考えられており、とりわけ企業に存在するサイコパスはコーポレート・サイコパス (corporate psycopath) と呼ばれ、長年安定して営まれてきた企業をときに破滅へと導く原因になり得ると考えられはじめている。コーポレート・サイコパスには以下の様な特徴がある。
- 「変化」と「スリル」を好むため、様々なことが次々起こる状況に惹かれる。
- 自由な社風になじみやすい。ラフでフラットな意思決定が許される状況を利用する。
- 他人を利用することが得意なため、リーダー職に適性がある。スピードが速い業界などでは、本性が暴かれる前に、周りの状況が変化するため都合が良い。
- 口ばかりうまくて地道な仕事はできないタイプが多い。
- 職場の環境を「協調し合う場所」というより「競争的なもの」であると捉える。
- 一般社会におけるサイコパスの発生率は1％だが、組織の指導的立場にある人を見ると4％と著しく過小評価されている研究もあったが[79]、ボンド大学の法医学心理学者ネイサン・ブルックスの研究によると、CEOの5人に1人がサイコパスで、企業の上司の21％がサイコパスであることが判明した。CEOの5人に1人はサイコパスということになり、これは囚人とほぼ同じ比率である[31]。
- コーポレート・サイコパスの上司がいる会社の場合「部下の離職率、精神疾患の発症、モチベーションの低下」などが際立っていることも報告されており、会社によっては、その社会的損失が莫大ともなり得る[67]。サイコパシーそのものも、仕事の質の低下と関連している[80]。

このことは、非倫理的行動や違法行為に傾倒する一種の「コーポレート・サイコパス」が、採用の仕方によっては会社のトップに立つことが許されることを示しており、企業は従業員をスキルだけでなく性格的特徴も含めて審査する必要があるのである。

### サイコパスと考えられる著名人
政治家
- ナポレオン・ボナパルト[31][81]
- アドルフ・ヒトラー[31][81]
- ヨシフ・スターリン[82]
- ビル・クリントン[83]。

宗教家
- イエス・キリスト[31][81]
- ジム・ジョーンズ（人民寺院指導者）[注 10]

殺人者・犯罪者
- ランディ・クラフト（シリアルキラー）[84]。
- 江東マンション神隠し殺人事件の加害者男性[85]。
- ジェーン・トッパン[86]
- クリストフ・ロカンクール(Christophe Rocancourt) - ロシア貴族やロックフェラー一族を名乗り、投資詐欺を働いた。逮捕後も自分は頭を使って盗んでいるのだから、犯罪者ではないと語り、釈放後は講演会を開いたり、映画に出演した[87]。
- サイコパスの連続殺人犯としてゲイリー・リッジウェイが挙げられる。
- ソシオパス（ないし反社会性パーソナリティ障害）かもしれないが専門家によってサイコパスとは考えられていない実例として、テッド・バンディ[注 11]が挙げられる。
- ルカ・ロッコ・マグノッタ（en:Luka Magnotta） ‐ 「カナディアン・サイコ」の異名を持つカナダの殺人犯[88]。モントリオール在住の同性愛ポルノ男優で、2012年に元恋人の中国人留学生・林俊をベッドに縛り付けてアイスピックとナイフで刺し殺し、その様子をビデオ撮影し、「狂人とアイスピック」のタイトルで動画サイトに投稿、遺体をバラバラにして性行為を行い、遺体の一部を食べるなどし、さらにオタワの与野党本部やバンクーバーの学校2校に遺体の一部を送り付けた[88]。ルカは事件の2年前に猫を虐待死させる動画を配信、それを見た動物愛護グループが犯人捜しを始め、結果留学生殺人犯のルカにたどり着く様子を追ったドキュメンタリー作品『猫いじめに断固NO！：虐待動画の犯人を追え』（en:Don't F**k with Cats: Hunting an Internet Killer）が2019年にNetflixで配信された[89]。2021年にはイギリスでこの作品に影響された中国人移民のトランスジェンダー・スカーレット・ブレイクが猫を虐待死させたのち、路上を歩いていた男性を殺害した事件が発生した[90]。

## 「反社会性」理論と差別

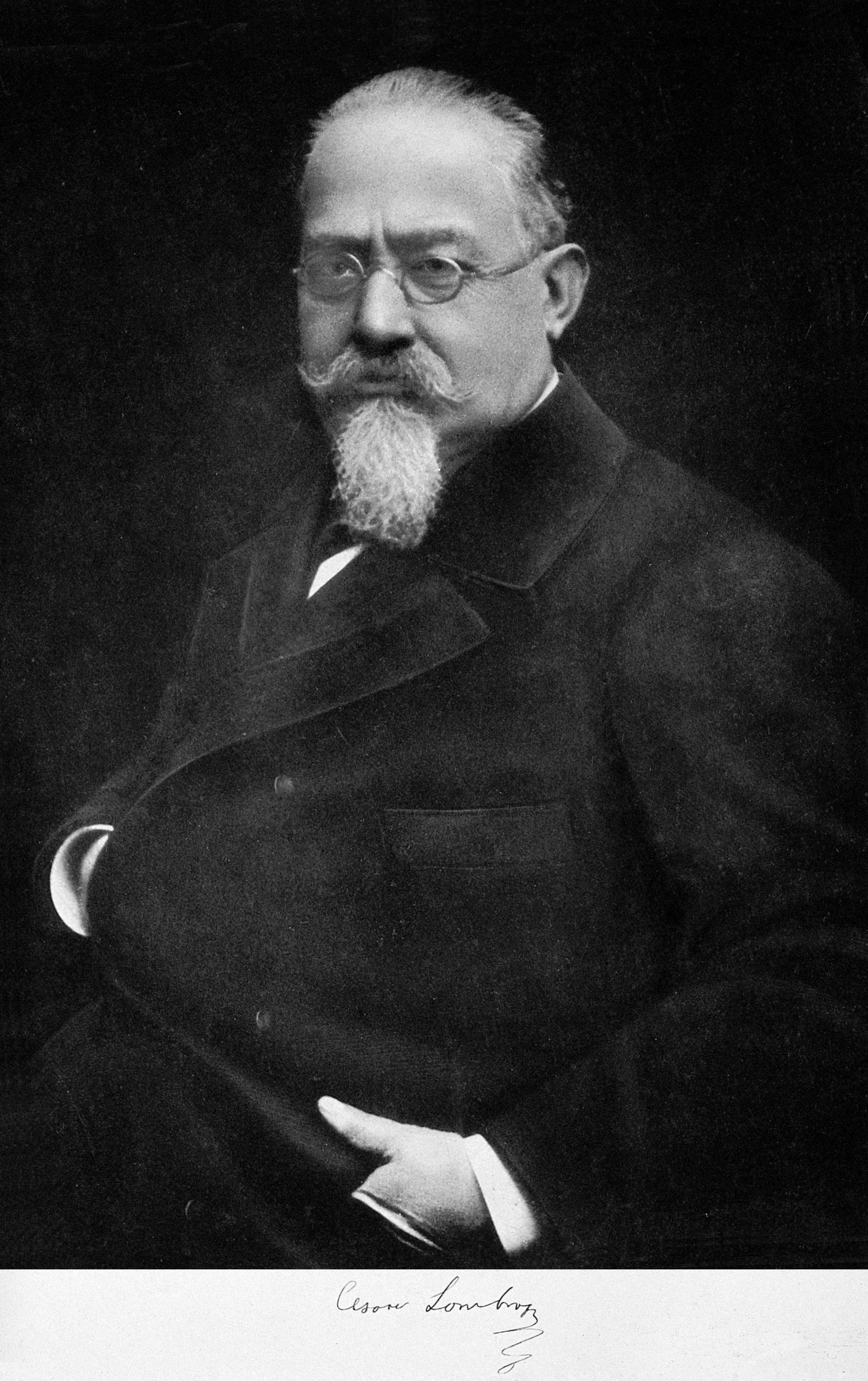
チェーザレ・ロンブローゾ

マジョリティ（多数派）集団社会の価値観に基づいて「反社会性」理論を一方的に定義した結果、特定の集団に対する不当な差別が引き起こされてきた歴史が存在する。
19世紀にイタリアユダヤ人のチェーザレ・ロンブローゾは、脳が生物的に退化し罪を犯しやすい精神的気質を持つ「生来性犯罪者」という概念を提唱した。「生来性犯罪者」は骨相学や観相学に基づき身体的特徴から判別できるとした。ロンブローゾは罪を犯す危険性が高い「生来性犯罪者」を罪を犯す前に事前に識別し、社会から隔離しておくのが良いとした。ロンブローゾは同性愛者も当代のヨーロッパ人よりも何世代も前の未開・野蛮な状態に先祖返りしており、そのため同性愛という異常行動に走るのだ、と説明した。
ロンブローゾは、南イタリア人は「生来性犯罪者」が多いと論じた。19世紀にイタリア統一運動が勃興したが、南イタリアを統治する両シチリア王国（シチリア・ブルボン朝）のフランチェスコ2世やローマ教皇ピウス9世はそれに否定的な態度だった。ジュゼッペ・ガリバルディによって両シチリア王国が征服されイタリア王国が成立すると、統治するブルボン朝への崇敬の念が強く、また熱心なキリスト教信者が多い南イタリアでは、それに抵抗するデモや反乱・ブリガンテ（「山賊」「匪賊」と和訳される）の活動が活発化した。元々北イタリア人は南イタリア人を蔑視していたが、それらによって「野蛮な南部」という差別感情がさらに増幅された。統一政府はそれらを一律に「山賊」と呼んで弾圧した（→イタリア統一運動#南部問題の発生を参照）。
イタリア王国宰相のカミッロ・カヴールは南イタリアを「イタリアで最も腐敗した地域」と呼んだ。
ロンブローゾ学説は南部差別に論理的根拠を与えた。ロンブローゾは数多くの犯罪者の検視に立ち会ったが、ロンブローゾ本人の言によれば「生来性犯罪者」理論はブリガンテの遺体の検視に立ち会ったときに思いついたものであるという。ロンブローゾはイタリア北部住民と南部住民では「人種」に違いがあり、「金髪」の人物が多い北部では犯罪発生率が少なく、「金髪」の人物が少ない南部では犯罪発生率が多いと論じた。
ロンブローゾに師事したエンリコ・フェリはロンブローゾ学説を発展させ「生まれながらの犯罪者」という概念を強調した。フェリは、北部住民はゲルマン人・スラブ人・ケルト人の血を引き、南部住民はアラブ人・フェニキア人・ギリシャ人の血を引いているが、南部住民はアフリカやオリエントの血統を引いているがゆえに犯罪率が高く、犯罪者が多いと論じた。ロンブローゾ学説の流れを汲むアルフレード・ニチェーフォロは、南部住民は罪を犯しやすい精神的気質と野蛮さゆえブリガンテやマフィア・カモッラなどの凶悪犯罪者集団を生み出してきたと論じた。そして南部住民のそれらの精神的気質を治療するためには北イタリア人による南部の「文明化」が必要だと訴えた。
皮肉にもナショナリズムによる国民統合を訴えるムッソリーニのファシスト党の全体主義体制下で、国民の分断を煽るロンブローゾ学説に基づく南部差別の論説を公言することが制限され、それは退潮した。しかし北イタリア人の南部に対する差別感情は残り、心理学者のバッタッキ（Marco Walter Battacchi）は1959年段階で北イタリア人が未だに南部に対する差別感情を抱いていることを自著で述べている。

## フィクション
サイコパス（またはソシオパス／反社会性人格障害）の要素を持つキャラクターは、犯罪（少年犯罪）を扱ったフィクション作品にも登場している。多くはサイコキラーとして登場するが、現実世界では、サイコパスは、スパイ映画「007」シリーズの主人公ジェームズ・ボンドの気質を持ちながら、他人を傷つける方向に創造性を働かせるなど、定義上は悪人である。

### 小説
- 『アメリカン・サイコ』 （ブレット・イーストン・エリス著、角川書店）
  - 『アメリカン・サイコ』（2000年映画） - 上記小説を原作とした メアリー・ハロン監督の映画作品。
- 『サイコ』（ロバート・ブロック著、創元推理文庫）
  - 『サイコ (1960年の映画)』（1960年） - 上記小説を原作とした アルフレッド・ヒッチコック監督の映画作品。
- ハンニバル・シリーズ『レッド・ドラゴン』『羊たちの沈黙』『ハンニバル』『ハンニバル・ライジング』（トマス・ハリス著、新潮文庫） - 精神科医の殺人鬼ハンニバル・レクターをメインとしたシリーズ。それぞれ映画化やドラマ化されている。
  - 『刑事グラハム/凍りついた欲望』『羊たちの沈黙』『ハンニバル』『レッド・ドラゴン』『ハンニバル・ライジング』『ハンニバル』 - 上記シリーズを原作とした映画・ドラマ作品。
- 『黒い家』 -（貴志祐介著、角川書店） - 夫婦が、保険金請求のため殺人を犯す。
  - 『黒い家』（1999年） - 上記小説を原作とした日本の映画。
- 『悪の教典』 - （貴志祐介著、文藝春秋） - 主人公の蓮実聖司が、自身の凶行を隠滅するために学校内で生徒や教師を惨殺する。
  - 『悪の教典』（2012年） - 上記小説を原作とした日本の映画。
- 『ゴーン・ガール』 - （ギリアン・フリン著、小学館文庫） - 哲学・心理学協会（SPP）の前会長を務めていたイェール大学・心理学部教授Paul Bloom（英語版）はこの作品を精神病質を扱った名著として勧めるが、実社会において悪は悪行を行った当人にとっての正義といえる場合が比較的多いと説明した[108]。
  - 『ゴーン・ガール』（2014年） - 上記小説を原作とした デヴィッド・フィンチャー監督の映画作品。
- 『名もなき毒』（宮部みゆき著、幻冬舎 - 女子社員が会社を辞められた腹いせに、主人公や社員に対するストーカーや嫌がらせを行う。
  - 上記小説を原作とした日本のテレビドラマ。

### 映画
- 『ニッポン無責任時代』（1962年） - 古澤憲吾監督作品。
- 『ウォール街』（1987年） - オリバー・ストーン監督作品。カリスマ投資家「ゴードン・ゲッコー」をマイケル・ダグラスが演じ、“成功した”サイコパス ("successful" psychopath) の一例とされる[109]。
- 『冷たい熱帯魚』（2010年） - 日本の映画。アマゾンゴールド社長・村田幸雄と村田の妻・村田愛子が、金のために殺人を犯す。
- 『ナイトクローラー』（2014年） - 良心の欠如したフリーカメラマン・TVディレクターを題材とした映画。ダン・ギルロイ監督作品。